# وولف أليس
وولف أليس (بالإنجليزية: Wolf Alice)‏ هي فرقة روك بديل إنجليزية تأسست في 2010.

## روابط خارجية
وولف أليس على موقع IMDb (الإنجليزية)
- وولف أليس على موقع ميوزك برينز (الإنجليزية)
- وولف أليس على موقع أول ميوزيك (الإنجليزية)
- وولف أليس على موقع ديسكوغز (الإنجليزية)